# گودیر اینفلوت‌پلن
گودیر اینفلوت‌پلن (به انگلیسی: Goodyear_Inflatoplane) یک هواگرد ملخ‌پیشین تک‌موتوره از نوع هواگرد آزمایشی ساخت شرکت Goodyear Aircraft Company است. هواگرد گودیر اینفلوت‌پلن نخستین پروازش را در ۱۳ فوریه ۱۹۵۶ میلادی انجام داد. در مجموع، تعداد ۱۲ فروند از این هواگرد ساخته شده‌است.